# Grottolella
Grottolella – miejscowość i gmina we Włoszech, w regionie Kampania, w prowincji Avellino.
Według danych na 1 stycznia 2022 roku gminę zamieszkiwało 1800 osób (894 mężczyzn i 906 kobiet).